# Mahmoud Fathallah
Mahmoud Fathallah  de son nom complet Mahmoud Fathalla Abdo El-Henawy (en arabe : محمود فتح الله عبده الحناوي), est un footballeur international égyptien né à Dakhleya le 12 février 1982. Il évolue actuellement au poste de défenseur central.
Il est surnommé le « Le Tsar » (en arabe : en arabe : القيصر, Al Qaysar) par ses supporters.

## Carrière
Fathallah commence sa carrière à Ghazl El Mahallah, il y attire l’œil du sélectionneur égyptien et est convoqué en équipe nationale pour la première fois en 2007. Il participera à la CAN 2008 et CAN 2010, en tant que titulaire. Il remportera ces deux compétitions.
En 2007, il signe pour le Zamalek SC. Il devient vite un élément majeure de la formation cairote et s'y impose comme titulaire indiscutable.
En 2010, il met fin à toutes les rumeurs de départ en signant un nouveau contrat de quatre ans.

## Palmarès

### En club
- Zamalek
  - Coupe d'Égypte :
    - Vainqueur (1) : 2008

### En sélection
- Égypte
  - Coupe d'Afrique des Nations :
    - Vainqueur (2) : 2006 et 2008.